# Sean Ryan Fox
Sean Ryan Fox, född 30 augusti 2001 i Riverside i Kalifornien, är en amerikansk skådespelare. Hans mest kända skådespelarinsats är i rollen som Jasper Dunlop i Nickelodeonserien Henry Danger, men han har också medverkat i tre stycken avsnitt av Disney XD-serien Kickin' It, i rollen som Timmy. Han har också gjort rösten till piratpojken Jake i säsong tre av Disney Junior-serien Jake och piraterna i Landet Ingenstans, samt spelat rollen som den unge Cy, i ett avsnitt av TV-serien Criminal Minds.

## Filmografi (i urval)

### Filmer
- 2014 – Det blodiga fältet
- 2016 – Christmas All Over Again

### TV-serier
- 2011 – Criminal Minds (TV-serie)
- 2012 – NCIS (TV-serie)
- 2012 – The Tonight Show with Jay Leno (TV-serie)
- 2012 – Kickin' It (TV-serie)
- 2014–2015 – Jake och piraterna i Landet Ingenstans (TV-serie)
- 2014–2020 – Henry Danger (TV-serie)
- 2018 – Kid Dangers äventyr (TV-serie)
- 2019 – All that (TV-serie)